# صالح الحداد
صالح الحداد (عربی: صالح عبدالعزيز الحداد؛ زادهٔ ۷ آوریل ۱۹۸۶) ورزشکار پرش طول اهل کویت است.